# Федерален парламент на Белгия
Федералният парламент на Белгия (на нидерландски: Federaal Parlement van België; на френски: Parlement fédéral belge) е парламентът на Кралство Белгия. Състои се от две камари - Камара на представителите и Сенат, които заседават в Двореца на нациите в Брюксел.

## Начин на работа
През 1995 година е извършена реформа в начина на работа на Федералния парламент, като част от правомощията на Сената са прехвърлени към Камарата на представителите. Дотогава двете камари са равнопоставени, но с реформата са въведени три различни процедури за вземане на решения – еднокамарна процедура, незадължителна двукамарна процедура и задължителна двукамарна процедура.
По ключови въпроси решенията се взимат с одобрението на двете камари. Такива са промените в Конституцията, решения за фундаменталната структура на държавата, закони, свързани с взаимодействието между федералната държава, общностите и регионите, одобряването на международни договори и законите, засягащи устройството на съдебната система. Въпросите за даването на белгийско гражданство, отговорността на министрите и федералния бюджет се решават самостоятелно от Камарата на представителите без намесата на Сената.
В повечето останали случаи решенията на Камарата на представителите могат да бъдат разгледани и от Сената, който може да предложи изменения в тях. Камарата на представителите, от своя страна, може да приеме или отхвърли предложенията на Сената или да направи собствени предложения за промяна. Сенатът също може да представи свой законопроект пред Камарата на представителите, който тя може да приеме, отхвърли или промени. Във всички случаи окончателното решение се взима от Камарата на представителите.
В няколко извънредни случая камарите могат да заседават заедно. Това става само при клетвата на краля или при избор на регенти, когато наследникът на трона е малолетен или кралят е неспособен да управлява. Към май 2011 година последното съвместно заседание на двете камари е проведено на 9 август 1993 година, когато крал Албер II полага клетва.

## Камара на представителите
Броят на местата в Камарата на представителите, 150, е определен в Конституцията. Те се избират в 11 избирателни района, като в рамките на всеки от тях, с изключение на района Брюксел-Хале-Вилворде има изборен праг от 5%. Броят на депутатите от всеки район е пропорционален на броя на жителите му, а не на броя на избирателите. 5 от избирателните район със 79 места са нидерландскоезични, 5 с 49 места – френскоезични, а районът Брюксел-Хале-Вилворде с 22 места е двуезичен.
Към май 2011 година съставът на Камарата на представителите е избран на изборите от 2010 г.
| Камара на представителите | Камара на представителите               | Камара на представителите | Камара на представителите | Камара на представителите | Камара на представителите | Камара на представителите | Камара на представителите   |
| Партия | Партия                                  | Гласове                   | Гласове                   | Дял от гласовете          | Дял от гласовете          | Мандати                   | Мандати                     |
| Партия | Партия                                  | брой                      | +/-                       | %                         | +/-                       | брой                      | +/-                         |
| --- | --------------------------------------- | ------------------------- | ------------------------- | ------------------------- | ------------------------- | ------------------------- | --------------------------- |
| | Новофламандски алианс                   | 1 135 617                 | *                         | 17,40                     | *                         | 27                        | *                           |
| | Социалистическа партия                  | 894 543                   | +169 756                  | 13,70                     | +2,85                     | 26                        | +6                          |
| | Християндемократически и фламандски     | 707 986                   | *                         | 10,85                     | *                         | 17                        | *                           |
| | Реформаторско движение                  | 605 617                   | -229 456                  | 9,28                      | -3,23                     | 18                        | -5                          |
| | Социалистическа партия - различни       | 602 867                   | -81 523                   | 9,24                      | -1,02                     | 13                        | -1                          |
| | Открити фламандски либерали и демократи | 563 873                   | -225 572                  | 8,64                      | -3,19                     | 13                        | -5                          |
| | Фламандски интерес                      | 506 697                   | -293 147                  | 7,76                      | -4,23                     | 12                        | -5                          |
| | Хуманистичен демократичен център        | 360 441                   | -43 636                   | 5,52                      | -0,53                     | 9                         | -1                          |
| | Еколо                                   | 313 047                   | -27 331                   | 4,80                      | -0,30                     | 8                         | 0                           |
| | Зелено!                                 | 285 989                   | +20 161                   | 4,38                      | +0,40                     | 5                         | +1                          |
| | Листа Дедекер                           | 150 577                   | -118 071                  | 2,31                      | -1,72                     | 1                         | -4                          |
| | Народна партия                          | 84 005                    | —                         | 1,29                      | —                         | 1                         | —Belgian Federal Parliament |
| | Други                                   | 316 108                   | —                         | 4,84                      | —                         | –                         | —                           |
| ОБЩО: | ОБЩО:                                   | 6 527 367                 | -143 993                  | 100,00                    | —                         | 150                       | —                           |
| Източник: Elections 2010 > Chamber // polling2010.belgium.be. belgium.be, 2010. Архивиран от оригинала на 2013-09-11. Посетен на 4 май 2011. (на английски) Забележки: * Християндемократически и фламандски и Новофламански алианс участват на предходните избори в коалиция, като получават 1 234 950 гласа или 18,51% и 30 места в Камарата на представителите. |                                         |                           |                           |                           |                           |                           |                             |

## Сенат
Сенатът се състои от най-малко 71 души, разделени в 4 категории:
- Пряко избрани са 40 сенатори, 25 фламандски и 15 френскоезични.
- Общностните сенатори са 21: 10 избрани от парламента на Фламандската общност, 10 - от парламента на Френската общност и 1 - от парламента на Немскоезичната общност.
- Кооптираните сенатори са 10 души, избрани първите две категории сенатори.
- Сенатори по право са годните да наследят трона деца на действащия крал. Те не се отчитат при изчисляване на кворума и на практика не взимат участие в гласуванията в Сената. Към май 2011 година сенатори по право са принц Филип, принцеса Астрид и принц Лоран.

Към май 2011 година пряко избраните сенатори са избрани на изборите от 2010 г.
| Сенат | Сенат                                   | Сенат     | Сенат    | Сенат            | Сенат            | Сенат   | Сенат   |
| Партия | Партия                                  | Гласове   | Гласове  | Дял от гласовете | Дял от гласовете | Мандати | Мандати |
| Партия | Партия                                  | брой      | +/-      | %                | +/-              | брой    | +/-     |
| --- | --------------------------------------- | --------- | -------- | ---------------- | ---------------- | ------- | ------- |
| | Новофламандски алианс                   | 1 268 780 | *        | 19,61            | *                | 9       | *       |
| | Социалистическа партия                  | 880 828   | +202 016 | 13,62            | +3,37            | 7       | +3      |
| | Християндемократически и фламандски     | 646 375   | *        | 9,99             | *                | 4       | *       |
| | Социалистическа партия - различни       | 613 079   | -52 251  | 9,48             | -0,54            | 4       | 0       |
| | Реформаторско движение                  | 599 618   | -216 137 | 9,27             | -3,04            | 4       | -2      |
| | Открити фламандски либерали и демократи | 533 124   | -288 809 | 8,24             | -4,16            | 4       | -1      |
| | Фламандски интерес                      | 491 547   | -296 263 | 7,60             | -4,29            | 3       | -2      |
| | Еколо                                   | 353 111   | -32 355  | 5,46             | -0,36            | 2       | 0       |
| | Хуманистичен демократичен център        | 331 870   | -58 982  | 5,13             | -0,77            | 2       | 0       |
| | Зелено!                                 | 251 546   | +10 454  | 3,89             | +0,25            | 1       | 0       |
| | Листа Дедекер                           | 130 779   | -93 215  | 2,02             | -1,36            | –       | -1      |
| | Народна партия                          | 98 858    | —        | 1,53             | —                | –       | —       |
| | Други                                   | 269 588   | —        | 4,17             | —                | –       | —       |
| ОБЩО: | ОБЩО:                                   | 6 469 304 | -158 823 | 100,00           | —                | 40      | —       |
| Източник: Elections 2010 > Senate // polling2010.belgium.be. belgium.be, 2010. Архивиран от оригинала на 2010-06-17. Посетен на 4 май 2011. (на английски) Забележки: * Християндемократически и фламандски и Новофламански алианс участват на предходните избори в коалиция, като получават 1 287 389 гласа или 19,42% и 9 места в Сената. |                                         |           |          |                  |                  |         |         |